# Généalogie des principales familles de France
 (juillet 2025).
Si vous disposez d'ouvrages ou d'articles de référence ou si vous connaissez des sites web de qualité traitant du thème abordé ici, merci de compléter l'article en donnant les références utiles à sa vérifiabilité et en les liant à la section « Notes et références ».
La Généalogie des principales familles de France est l'un des tout premiers documents présentant une généalogie complète des principales familles de France.
Son auteur, le généalogiste Pierre d'Hozier (1592-1660), l'a rédigée en cent cinquante volumes manuscrits. Il entend par « principales familles » les familles de la noblesse.